# Renan Motta
Renan de Jesus Motta (Salvador, 14 de maio de 1987), é um ator brasileiro. 

## Biografia
Renan Motta nasceu em Salvador, capital do estado da Bahia, e é formado pelo Curso Livre da Universidade Federal da Bahia (UFBA), Universidade Livre do Teatro Vila Velha e pelo Bando de Teatro Olodum. 

## Carreira
Com uma carreira  sólida  no teatro, Renan Motta iniciou sua carreira na Bahia e trabalhou com os maiores nomes do seu Estado. Seu primeiro espetáculo foi a peça "Cuida Bem de Mim", com direção de Luiz Marfuz, onde atuou de 2005 a 2008. 
No Bando de Teatro Olodum, grupo no qual faz parte desde 2013, participou de diversos espetáculos, entre eles "Ó Paí, Ó" e "Cabaré da Rrraça".
Seu primeiro trabalho no audiovisual foi em 2014, onde protagonizou o curta-metragem "Negra" com direção de Fred Belchior. Com direção de Luciano Moura, foi antagonista em um dos episódios da série "Destino Salvador" (2014) da O2 Filmes. Em 2018 fez parte do elenco da novela "Segundo Sol"  da TV Globo, dirigida por Dennis Carvalho. No mesmo ano protagonizou o longa-metragem "Ilha", premiado no Festival de Cinema de Brasília e Festival do Rio , com direção de Ary Rosa e Glenda Nicácio. Em 2019 esteve no elenco do curta-metragem "O Presente" com direção de Daniel Wierman e logo em seguida fez parte do elenco do longa-metragem "Medida Provisória", dirigido por Lázaro Ramos. Atuou também em "Verdades Secretas II" (2021) na TV Globo, obra de Walcyr Carrasco com direção de Amora Mautner, e em 2022 esteve no elenco de "Tô de Graça" no Multishow, "DPA -  Detetives do Prédio Azul" no Gloob, e no longa-metragem "Ó Paí, Ó 2", com direção de Viviane Ferreira. Em 2023 atuou na novela Terra e Paixão e em 2024 fez parte de No Rancho Fundo (telenovela), ambas na TV Globo.

## Filmografia

### Cinema
| Ano  | Filme                                      | Personagem         | Direção                   | Categoria      |
| ---- | ------------------------------------------ | ------------------ | ------------------------- | -------------- |
| 2014 | Negra                                      | Negra              | Fred Belchior             | Curta-metragem |
| 2018 | Ilha                                       | Emerson            | Ary Rosa e Glenda Nicácio | Longa-metragem |
| 2019 | Medida Provisória                          | Jogador de Futebol | Lázaro Ramos              | Longa-metragem |
| 2019 | O Presente                                 | Emerson            | Daniel Wierman            | Curta-metragem |
| 2022 | Ó Paí, Ó 2                                 | Dantas             | Viviane Ferreira          | Longa-metragem |
| 2024 | 1798 - Revolta dos Búzios                  | Lucas Dantas       | Antonio Olavo             | Documentário   |
| 2024 | Arroz de Hauçá                             | Binho              | Camila Ribeiro            | Longa-metragem |
| 2025 | Quem Tem com que me Pague Não me Deve Nada | Cristyan Mungunzá  | Ary Rosa e Glenda Nicácio | Longa-metragem |

### Televisão
| Ano  | Produto                        | Personagem   | Direção             | Categoria   | Exibição             |
| ---- | ------------------------------ | ------------ | ------------------- | ----------- | -------------------- |
| 2014 | Destino Salvador               | Dorival      | Luciano Moura       | Série de TV | HBO                  |
| 2018 | Segundo Sol                    | Marcio Vitor | Dennis Carvalho     | Novela      | TV Globo             |
| 2021 | Sob Pressão                    | Derley       | Andrucha Waddington | Série       | Globoplay / TV Globo |
| 2021 | Verdades Secretas II           | Herbert      | Amora Mautner       | Série       | Globoplay / TV Globo |
| 2022 | Tô de Graça                    | Fabrício     | Marco Rodrigo       | Série       | Multishow            |
| 2022 | DPA - Detetives do Prédio Azul | Volatilus    | Mari Cobra          | Série       | Gloob                |
| 2023 | Terra e Paixão                 | Lucio        | Luiz Henrique Rios  | Novela      | TV Globo             |
| 2024 | No Rancho Fundo                | Marconi      | Allan Fiterman      | Novela      | TV Globo             |

## Teatro
| Ano  | Espetáculo                          | Personagem        | Autor                                     | Direção            |
| ---- | ----------------------------------- | ----------------- | ----------------------------------------- | ------------------ |
| 2005 | Cuida Bem de Mim                    | Raimundo          | Filinto Coelho e Luiz Marfuz              | Luiz Marfuz        |
| 2012 | Contos Negreiros                    | Nando             | Marcelino Freire                          | Raimundo Moura     |
| 2013 | Troillus e Créssida                 | Paris             | William Shakespeare                       | Márcio Meirelles   |
| 2014 | Frankenstein                        | Monstro e Capitão | Mary Shelley                              | Márcio Meirelles   |
| 2014 | Sortilégio                          | Emanuel           | Abdias Nascimento                         | Angelo Flávio      |
| 2014 | Relato de uma Guerra que não Acabou | Tito              | Bando de Teatro Olodum e Márcio Meirelles | Márcio Meirelles   |
| 2014 | Por Que Hécuba                      | Paris             | Matei Visniec                             | Márcio Meirelles   |
| 2015 | Ó Paí, Ó                            | Reginaldo         | Bando de Teatro Olodum e Márcio Meirelles | Márcio Meirelles   |
| 2015 | Bença                               | Sem Nome          | Bando de Teatro Olodum e Márcio Meirelles | Márcio Meirelles   |
| 2015 | Erê                                 | Criança e Filho   | Daniel Árcades                            | Onisajé e Zebrinha |
| 2017 | Áfricas                             | Guerreiro         | Bando de Teatro Olodum e Chica Carelli    | Chica Carelli      |
| 2017 | Cabaré da Rrraça                    | Patrocinado       | Bando de Teatro Olodum e Márcio Meirelles | Márcio Meirelles   |

## Ligações Externas
- Renan Motta. no IMDb.
- Renan Motta no Instagram